# Волковська (станція метро)
59°53′45″ пн. ш. 30°21′30″ сх. д. / 59.89583° пн. ш. 30.35833° сх. д.
Волковська — станція Фрунзенсько-Приморської лінії Петербурзького метрополітену між станціями «Обвідний канал» та «Бухарестська».

## Історія
Станція відкрита 20 грудня 2008 року в складі першого пускового комплексу Фрунзенського радіусу «Звенигородська» — «Волковська».
Назва походить від розташування вестибюля біля Волковського проспекту, річки Волковка, історичного району Волково, Волковського кладовища та залізничної станції Волковська.

## Технічна характеристика
Конструкція станції — пілонна трисклепінна глибокого закладення (глибина закладення — 61 м).
У поперечному перерізі центральний і бічні тунелі мають круглі обриси з внутрішнім діаметром 7,7 м. Похилий хід чотиричковий, з'єднаний з південним торцем станції переходом, що має аванзал і коридор.

## Вестибюль
Наземний вестибюль п'ятикутної форми розташовується у ТРК «Радіус», займаючи його перший поверх. Над ескалаторами розташований вітраж, що відображує російську трійку, що атакували з усіх боків зграя вовків.
Вихід у місто на вулиці Касимовську,  Камчатську та Волковський проспект.

## Колійний розвиток
Станція з колійним розвитком — 6 стрілочних переводів, перехресний з'їзд та дві станційних колії для обороту та відстою рухомого складу.

## Оздоблення
Пілони і колійні стіни оздоблені гнутими тонкостінними металокерамічними панелями бузкового кольору. В архітектурному оздобленні підлоги застосовано чорний і сірий полірований граніт вітчизняних родовищ і білий мармур. В оздоблені колійних стін використано полірований «габро». На станції застосовано закарнізне освітлення.
У торці станції і в камері переходу до ескалаторів розташовуються графічне панно, виконані з мармуру різних відтінків в техніці флорентійської мозаїки, що віддзеркалюють тему історії місцевості, яка дала назву станції.
«Волковська» — перша станція, на якій була реалізована концепція нового інформаційного простору.

## Перспективи
Поруч зі станцією метро  «Волковська» передбачено будівництво залізничного вокзалу для приміських поїздів на однойменній станції Волковська, в рамках проєкта ВШМ-1 Москва — Санкт-Петербург, який передбачає 
триповерхову будівлю вокзалу, підземні переходи на чотирі островні платформи з навісами від опадів по всій довжині, ліфти та ескалатори для маломобільних пасажирів, інтеграцію з однойменною станцією метро «Волковська» та наземним громадським міським транспортом. Відкриття планується у 2028 році, одночасно з введенням в експлуатацію високошвидкісної магістралі (ВШМ-1).